# Leymus ajanensis
Leymus ajanensis är en gräsart som först beskrevs av Viktor Nikolayevich Vassiljev, och fick sitt nu gällande namn av Nikolai Nikolaievich Tzvelev. Leymus ajanensis ingår i släktet strandrågssläktet, och familjen gräs. Inga underarter finns listade i Catalogue of Life.